# Grobka
Grobka – osada leśna w Polsce położona w województwie warmińsko-mazurskim, w powiecie szczycieńskim, w gminie Jedwabno.
W latach 1975–1998 miejscowość administracyjnie należała do województwa olsztyńskiego.